# Conflict: The Middle East Political Simulator
Conflict: The Middle East Political Simulator ist ein Rundenbasiertes Strategiespiel aus dem Jahr 1990. Es stellt eine einmalige Simulation internationaler Politik im Krisengebiet des Nahen Ostens dar.
Das Spiel wurde von David J. Eastman in Zusammenarbeit mit dem Grafiker Shahid Ahmad programmiert und von Virgin Interactive veröffentlicht. Es erschien in Versionen für PC, Commodore Amiga und Atari ST.

## Spielinhalt
Das Spiel ist im Nahen Osten des aus damaliger Sicht zukünftigen Jahres 1997 angesiedelt. Im Januar 1997 tritt der Spieler die Nachfolge des bei einem Bombenattentat umgekommenen israelischen Ministerpräsidenten an und hat die Aufgabe, die Außenpolitik gegenüber den Nachbarstaaten Syrien, Libanon, Ägypten und Jordanien sowie den weiter entfernten Ländern Irak, Iran und Libyen zu bestimmen. Daneben müssen in innenpolitischer Hinsicht der Konflikt mit den Palästinensern gelöst und die israelische Armee ausgerüstet werden. Außerdem kann der Spieler ein Programm zur Herstellung von Kernwaffen anordnen. Darüber hinaus sollte der Spieler das Verhältnis des Staates Israel zu den USA und zur UN im Auge behalten und das Vertrauen der Knesset sicherstellen. Bei all diesen Optionen muss das gesamte politische Geflecht beachtet werden, da die übrigen Staaten auch untereinander Konflikte haben.
Das Spiel kommt erst zu einem Ende, wenn entweder:
- alle Nachbarstaaten durch eine militärische Niederlage oder Bürgerkriege in Anarchie verfallen sind,
- Israel militärisch besiegt ist,
- einer der Staaten im Spiel Atomwaffen einsetzt und dadurch ein Atomkrieg ausgelöst wird.

Anschließend wird die Regierungszeit des Spielers bilanziert und sein Regierungsstil bewertet.

## Spielablauf
Das Spiel läuft rundenweise ab, wobei eine Runde einem Zeitraum von einem Monat entspricht. Am Anfang jedes Monats bekommt der Spieler anhand von Meldungen in fiktiven Zeitungen die Neuigkeiten des letzten Monats präsentiert. Diese Zeitungen geben auch Aufschluss über die Beziehungen zwischen anderen Staaten und werden durch nicht spielrelevante Meldungen aufgelockert.

### Außenpolitik
Anschließend hat der Spieler die Möglichkeit, Diplomatie zu betreiben. Dabei kann er für jeden Staat eine politische Vorgabe machen, um das Verhältnis bis zum Militärbündnis zu verbessern, beizubehalten oder bis zum Kriegszustand zu verschlechtern. Je nach politischer Beziehung werden über das Diplomatiemenü auch Subsidien gezahlt oder Friedensverträge angeboten.
Eine weitere Option des Diplomatiemenüs stellen die Geheimdienstaktivitäten des Mossad dar. Der Spieler kann anordnen, lokale Aufständische zu unterstützen oder dem jeweiligen Staat bei der Bekämpfung der Terroristen zu helfen. Ist ein Staat weit genug destabilisiert, kann der Spieler einen Putschversuch oder ein Attentat auf das Staatsoberhaupt anordnen. Falls erfolgreich, verfällt der Staat in Anarchie und ist aus dem Spiel. Werden dagegen die eigenen Geheimdienstaktivitäten aufgedeckt, leidet das Ansehen Israels.

### Innenpolitik
In der Innenpolitik bieten sich dem Spieler nur eingeschränkte Möglichkeiten. So steht monatlich ein Militäretat zur Verfügung, den der Spieler für Rüstungsgüter ausgeben kann. Die Waffensysteme werden von den USA, Großbritannien, Frankreich und einem privaten Waffenhändler aus Südafrika angeboten. Dabei verkauft jedes Land jeweils Waffen aus eigener Produktion; lediglich der private Händler offeriert Technik sowjetischer Herkunft. Zu Beginn kann nur aus einem eingeschränkten Angebot gewählt werden. Je nach Beziehung und Umfang vergangener Einkäufe stehen aber auch weitere Waffen zur Verfügung.
Das optionale israelische Atomprogramm verlangt ebenfalls monatliche Zuwendungen und macht bei konstanten Zahlungen langsame Fortschritte. Im Kriegsfall können Atomwaffen als letztes Mittel eingesetzt werden.
In Hinblick auf den Konflikt mit den Palästinensern kann der Spieler Vorgaben machen, ob und auf welche Weise die israelische Armee in den palästinensischen Gebieten intervenieren soll. Je nach Härte, mit der das Gebiet verwaltet wird, kann sich der Konflikt verschärfen oder entspannen.

### USA und UN
Ein gutes Verhältnis zu den USA ist wichtig, um finanzielle Unterstützung in Form von Transferleistungen (Militärhilfe) zu erhalten. Die Höhe der Zahlungen hängt von den Beziehungen zu den Vereinigten Staaten ab.
Die UN können im Kriegsfall ein Waffenembargo verhängen, um Israel zu Verhandlungen zu zwingen. Darüber hinaus äußert die Staatengemeinde durchaus ihren Unmut über den Umgang mit den Palästinensern. Die UN ruft jährlich zu Abrüstungskonferenzen auf oder fordert die Gründung eines unabhängigen, palästinensischen Staates.

### Krieg
Das Militär umfasst Infanterie, leichte und schwere Panzer, Boden-Luft-Raketen, Kampfhubschrauber, Jagdflugzeuge, strategische Bomber sowie AWACS-Systeme.
Ein Krieg kann entweder mit Luftangriffen oder mit einer Bodenoffensive begonnen werden. Luftangriffe führen nicht sofort zu Kriegen, schaden aber in jedem Fall den zwischenstaatlichen Beziehungen. Luftangriffe können auf militärische, industrielle oder zivile Ziele angeordnet werden. Darüber hinaus besteht die Option, dem feindlichen Atomprogramm mit einem gezielten Luftangriff auf die Forschungseinrichtung einen Rückschlag zu versetzen.
Um einen Krieg am Boden zu beginnen, muss erst eine Mobilmachung an der jeweiligen Grenze erfolgen. Diese Aktion provoziert bereits den Gegner, stärkt jedoch auch das Vertrauen der eigenen Bevölkerung. Kommt es zum offenen Krieg, so muss der Spieler auf strategischer Ebene den Nachschub für die Front koordinieren, indem er Einheiten der einzelnen Truppengattungen verstärkt. Je nach Kräfteverhältnis rückt die eigene Front entweder vor oder zurück. Eine wichtige Rolle spielen auch Mehrfrontenkriege, welche die Armee zur Aufteilung auf mehrere Schauplätze zwingt.
Ist die feindliche Armee dezimiert, gilt der Krieg als gewonnen. Gleiches kann natürlich umgekehrt auch zur Niederlage führen. Zuletzt kann ein Krieg auch durch einen Waffenstillstand oder den Einsatz von Atomwaffen beendet werden.